# Apanteles acratos
Apanteles acratos är en stekelart som beskrevs av Nixon 1967. Apanteles acratos ingår i släktet Apanteles och familjen bracksteklar. Inga underarter finns listade i Catalogue of Life.